# Peng Zhaoqin
Zhaoqin Peng é uma grande mestre de xadrez dos Países Baixos com participação nas Olimpíadas de xadrez de 1988 e 2014. Zhaoqin competiu pela China em 1988 conquistando a medalha de ouro por performance individual. De 1990 a 1994 conquistou a medalha de bronze por equipes. Em 1998, já competindo pelos Países Baixos, conquistou a medalha de bronze individual no primeiro tabuleiro.

## Carreira
Ela venceu três vezes o campeonato chinês de xadrez feminino, em 1987, 1990 e 1993. Ela reside na Holanda desde 1996. Peng venceu o campeonato feminino holandês treze vezes, sem precedentes, conquistando seu primeiro título em 1997 e depois ganhando mais doze em uma sequência ininterrupta de 2000 a 2011 Ela empatou em primeiro lugar com Alexandra Kosteniuk no Campeonato Europeu Feminino de Xadrez de 2004 em Dresden e conquistou a medalha de prata no desempate.  Graças a este resultado, Peng recebeu o título de Grande Mestre.